# Ischnocampa brunneitincta
Ischnocampa brunneitincta är en fjärilsart som beskrevs av Rothschild 1909. Ischnocampa brunneitincta ingår i släktet Ischnocampa och familjen björnspinnare. Inga underarter finns listade i Catalogue of Life.